# علیرضا خوشکار بیاتی
علیرضا خوشکار بیاتی در جریان خیزش ۱۴۰۱ ایران در تجمعات اعتراضی ۱۶ آذر در بلوار مرزداران تهران هدف گلولهٔ مستقیم مأموران جمهوری اسلامی قرار گرفت و گلوله به دست راست اصابت کرده و از ریه و قلب او رد شده و مأموران او را به جای بیمارستان به کلانتری بردند اما او پس از ساعاتی کشته شد.

## کشته‌شدن
در ساعات پایانی روز ۱۶ آذر، مأموران در بلوار مرزداران تهران با موتور، خودروی علیرضا خوشکار بیاتی را تعقیب و شیشه خودروی شخصی علیرضا خوشکار بیاتی را شکسته و از فاصله بسیار نزدیک به او شلیک کردند. او با گلوله جنگی و از فاصله نزدیک هدف قرار گرفته و گلوله پس از برخورد با دست، از ناحیه بازو وارد ریه او شده است. شاهدان عینی به خانواده علیرضا خوشکار بیاتی گفته‌اند مأمور شلیک کننده به او از پرسنل نیروی انتظامی بوده و لباس فرم به تن داشته است. سپس نیروهای امنیتی او را به جای انتقال به بیمارستان، به کلانتری بردند و سرانجام پس از چند ساعت خونریزی، جسم بی‌جان او را به بیمارستان منتقل کردند.